# Partit Popular Constitucional
El Partit Popular Constitucional (en finès: Perustuslaillinen Kansanpuolue, suec: Konstitutionella Folkpartiet; SPK), posteriorment Partit del Dret Constitucional (finès: Perustuslaillinen Oikeistopuolue, suec: Konstitutionella högerpartiet; POP) va ser un partit nacionalista i de dretes bilingüe finlandès que va funcionar entre 1973 i 1992.
Nascut durant la primavera de 1973, el SPK es va registrar formalment el 24 d'octubre del mateix any liderat per Georg C. Ehrnrooth. La creació del nou partit es va produir com a conseqüència de la marxa del propi Ehrnrooth i la seva facció del Partit Popular Suec (SFP/RKP), els quals condemnàven la línia que havia pres aquest donant suport al President Urho Kekkonen i la pròrroga del mandat, considerant que era un atac a la Constitució (d'aquí el nom del nou partit) i una prova més de l'anomenada finlandització, posicionant-se durament contra la Unió Soviètica i la influència dels soviètics en la vida política del país.
Trencant l'ampli consens que va aconseguir el President Urho Kekkonen, es van erigir en principal dissidència i oposició dura a la seva agenda neutral, sent per exemple, els primers en demanar l'adhesió de Finlàndia a la Unió Europea al 1988, o donant suport públic i explícit als talibans durant la Guerra d'Afganistan amb participació soviètica. Un cop es va finalitzar l'etapa Kekkonen i s'abandonava progressivament la seva neutralitat, el partit va anar perdent la seva raó de ser ni va tenir la capacitat de reinventar-se.
Només van aconseguir un escó a les eleccions legislatives de 1975 i de nou al 1983. Posteriorment, al maig de 1992, el POP va decidir cessar les seves activitats com a partit. Tanmateix, l'organització va continuar com a associació i el seu nom va ser canviat a Dret Constitucional. Per altra banda, el regidor i vicepresident del partit, Matti Järviharju, va fundar el Moviment Patriòtic Popular, d'idèntic nom que la organització homònima d'ultradreta dels anys trenta.

## Resultats electorals

### Eleccions legislatives
| Any  | Líder              | Vots   | %    | Escons  | +/- |
| ---- | ------------------ | ------ | ---- | ------- | --- |
| 1975 | Georg C. Ehrnrooth | 43,344 | 1.58 | 1 / 200 | Nou |
| 1979 | Georg C. Ehrnrooth | 34,958 | 1.21 | 0 / 200 | 1   |
| 1983 | Georg C. Ehrnrooth | 11,104 | 0.37 | 1 / 200 | 1   |
| 1987 | Georg C. Ehrnrooth | 3,096  | 0.11 | 0 / 200 | 1   |
| 1991 | Georg C. Ehrnrooth | 7,599  | 0.28 | 0 / 200 | =   |

### Eleccions presidencials (indirectes)
| Any  | Candidat        | Vots   | %    | Electors | +/- | 1a volta | 2a volta | 3a volta | Resultat |
| ---- | --------------- | ------ | ---- | -------- | --- | -------- | -------- | -------- | -------- |
| 1978 | Ahti M. Salonen | 82,478 | 3.37 | 6 / 300  | Nou | 6 / 300  | N/D      | N/D      | Derrota  |

### Eleccions municipals
| Any  | Vots   | %     | Escons |
| ---- | ------ | ----- | ------ |
| 1976 | 23 076 | 0,86% | 14     |
| 1980 | 13 478 | 0,49% | 8      |
| 1984 | 9 858  | 0,37% | 5      |
| 1988 | 4 672  | 0,18% | 1      |
| 1992 | 4 233  | 0,16% | 1      |